# IC 5234
IC 5234 ist eine linsenförmige Galaxie vom Hubble-Typ S0-a im Sternbild Tukan am Südsternhimmel. Im selben Himmelsareal befinden sich u. a. die Galaxien NGC 7329, IC 5235, IC 5236.
Das Objekt wurde am 21. August 1900 von DeLisle Stewart entdeckt.